# 柏夫人
柏夫人（?—?），名不详。為三国曹魏大臣司马懿妾室，生趙王司马伦。
史書沒有記載柏夫人的詳細生平與名字，僅知司馬懿相當寵愛柏夫人，甚至因此疏遠了正妻張春華。柏夫人所生的司馬倫在八王之亂中篡位後，並未尊封生母；終西晉一朝，柏夫人亦未得任何尊封。

## 影视作品

### 電視劇
| 年份 | 劇名     | 演員   | 剧中姓名       | 註解           |
| 2010 | 三國     | 李依曉 | 静姝           | 以柏夫人为原型 |
| 2017 | 軍師聯盟 | 張鈞甯 | 柏靈筠、柏毓莲 |                |
| 2017 | 虎嘯龍吟 | 張鈞甯 | 柏靈筠、柏毓莲 |                |